# Halogénure
Un ion halogénure est un ion négatif (anion) formé à partir d'un élément chimique de la famille des halogènes qui a gagné un électron. Il est aussi produit lors de la dissociation des acides halogénohydriques. Les halogénures sont utilisés dans les lampes halogène, permettant au filament d'atteindre une plus grande température qu'une lampe à incandescence classique.
| Halogène    | Ion associé    |
| ----------- | -------------- |
| F (fluor)   | F− (fluorure)  |
| Cl (chlore) | Cl− (chlorure) |
| Br (brome)  | Br− (bromure)  |
| I (iode)    | I− (iodure)    |
| At (astate) | At− (astature) |

## Différents états d'oxydation

### Les heptahalogénures
Seuls trois composés sont connus dans cet état, il s'agit de l'état d'oxydation le plus élevé des halogénures et il n'existe que pour les fluorures. Les trois composés connus sont formés avec des éléments lourds : IF7, AuF7, ReF7.
Ils ont une structure de monomère bipyramide à base pentagonale.

### Les hexahalogénures
On connaît un plus grand nombre de ces composés, principalement à base de chlorures tels que TcCl6, ReCl6... et de fluorures tels que TcF6, RuF6, OsF6... Un seul hexabromure est connu WBr6.
Les hexahalogénures possèdent en général une structure de monomères octaédriques.

### Les pentahalogénures
Tous les éléments de la colonne de l'azote (excepté l'azote lui-même) forment des pentafluorures. Par contre, les seuls chlorures stables sont PCl5 et SbCl5. Seul le phosphore peut former des pentaiodures et pentabromures.
Il existe pour ce groupe une variété beaucoup plus grande de structures : cinq pour les fluorures et deux pour les autres halogénures. De plus, à partir des pentahalogénures, peuvent apparaître des structures polymériques.

### Les tétrahalogénures
Il a été découvert plus de 70 tétrahalogénures à ce jour. Ils existent avec tous les éléments de la colonne et possèdent une très grande variété de structures possibles.
Il apparaît alors des structures polymériques bi- et tri-dimensionnelles.
Voici un exemple de cinq structures pour des éléments du bloc p :
- pour un petit élément avec de plus gros halogénures, on a une structure tétraédrique ;
- pour un plus gros élément avec de plus petits halogénures, on a une structure bidimensionnelle avec la moitié des halogénures pontants ;
- pour S et Se, on forme des tétrachlorures de géométrie bipyramide à base trigonale ;
- pour des atomes plus gros, on ne peut avoir qu'un nombre de coordination égal à 4, on a alors une structure polymère de type « cubane » ;
- XeF4 a une géométrie plane carrée.

### Les trihalogénures
Les trihalogénures monomères sont plutôt rares : BF3 a une géométrie trigonale plan, NFBF3 une pyramidale à base triangulaire et ClFBF3 une forme de T. Lorsqu'ils sont composés de plus gros halogènes et d'atome du blop p, les trihalogénures forment des dimères de structure pentavalente. Les trifluorures de la plupart des métaux adoptent une structure tridimensionnelle de coordinence variable (6 à 9 pour les métaux et 2 à 3 pour le fluor). La plupart des trichlorures, tribromures et triiodures cristallisent en structure en feuillet.

### Les dihalogénures et monohalogénures
Les dihalogénures sont plutôt rares car ils ne suffisent pas à satisfaire la coordinence de l'atome central. Il existe quelques dihalogénures stables monomères : OF2, OCl2, OBr2 car O possèdent deux doublets non liants qui viennent compléter sa coordinence de 4.
La plupart des dihalogénures et monohalogénures sont ioniques ou polymères.

## Halogénure organique
En chimie organique, un halogénure peut désigner une molécule halogénée, c'est-à-dire un composé organique qui contient un ou plusieurs atomes d'halogène.
Cette famille contient, entre autres, les hydrocarbures halogénés dont font partie les halogénures d'alkyle (ou halogénoalcane), où un ou plusieurs des atomes d'hydrogène de l'alcane est/sont remplacé(s) par un (des) atome(s) d'halogène.

## Halogénure minéral
En minéralogie, les halogénures représentent une des dix classes (classification de Strunz, 9e édition de 2001) de minéraux. Elle comprend les minéraux contenant un ion halogénure.

## Utilisation enphotographie
Les halogénures d'argent sont sensibles à la lumière : les photons réagissent avec l'ion argent Ag+ pour donner de l'argent métallique, ce qui a permis leur utilisation dans les procédés photographiques anciens.